# Guidó flamand gróf
I. Guy de Dampierre (angol változat Guy of Dampierre, hollandul Gwijde van Dampierre, franciául Gui de Dampierre) (kb. 1226 – 1305. március 7., Compiègne) középkori flamand nemes, 1253-tól anyjával együtt, majd 1279 és 1305 között egyedül Flandria grófja, 1264 és 1305 között Namur márkija.

## Élete

### Származása
Guy szülei II. Vilmos, Dampierre ura és II. Margit flamand grófnő házasságából született második fiú volt.
Margitnak ez volt a második házassága. 1244-ben anyja örökölte Hainaut és Flandria grófságokat nővére, Johanna halála után és Margit első házasságából származó gyermekei bejelentették igényüket mindkét grófságra, apjuk örökségeként. 1246-ban IX. Lajos francia király, a két fél között közvetítve, a Dampierre-leszármazottaknak adta a Flamand Grófságot, és az Avesnes-leszármazottaknak az Hainaut-i grófságot. Ez a döntés látszólag megoldotta a vitát, Margit Flandriában együtt uralkodott Vilmossal, akit 1247-ben társgróffá nevezett ki. Vilmos 1251-es halála után Margit Guy-t nevezte ki társgrófnak és mivel azt sejtette, hogy Vilmos halálához köze volt az Avesnes családnak, újraindultak a csatározások.

### Harcai az Avesnes családdal
1253-ban Jean d'Avesnes, aki kisemmizve érezte magát flandriai örökségéből, meggyőzte II. Vilmos holland grófot és német ellenkirályt, hogy szállja meg Hainaut-t és Flandriának a német-római császársághoz tartozó részét azon a címet, hogy Guy nem hódolt előtte, amikor társgróffá nevezték ki. Vilmos és János megtámadták Holland Grófságot és július 4-én a westcapellei csata során legyőzték a flamand sereget és fogságba ejtették a Guy-t. Margit ekkor Károly anjou herceghez fordult segítségért, aki Hainaut grófság egy részéért cserébe támogatást nyújtott. A két fél 1254. július 26-án kötött fegyverszünetet és megegyeztek, hogy IX. Lajoshoz fordulnak közvetítésért. Guy 1256-ban szabadult ki fogságából, amikor Lajos megerősítette 1246-os döntését és az Avesnes családnak ítélte Hainaut-t és a Dampierre családnak Flandriát. A két család közötti ellenségeskedés János 1257-es halálával megszűnt.
1263. március 20-án megvásárolta a namuri őrgrófi címet II. Balduin latin császártól. 1278. december 29-én anyja lemondott a flamand grófi címről és ezután egyedül uralkodott.
1270-ben Margit elkobozta a Flandriában működő angol kereskedők vagyonát és ezzel egy súlyos következményekkel járó kereskedelmi háborúba taszította a grófságot. Mivel a flamand textilipar szinte teljesen az angol és skót gyapjú behozatalától függött, a flamand kereskedők és textilművesek a grófok ellen fordultak. Guy-nak később is sok gondja volt alattvalóival azután is, hogy 1278-ban anyja lemondott a trónról. 1280-81-ben Bruges és Ypres városokban tört ki felkelés.

### Harc Flandria és Franciaország között
Flandria és a Francia Királyság közötti konfliktus 1285-ben IV. Szép Fülöp trónra lépése után tört ki. 1288-ban a súlyos adóterhek miatt a flamand polgárság IV. Fülöp francia királyhoz fordult segítségért, amit a király (Guy keresztfia) Flandria feletti ellenőrzésének megszilárdítására akart felhasználni és a flamand városokba francia királyi képviselőket küldött. 1290-ben Fülöp Flandriát III. János hainaut-i grófnak adta, bár ekkor még nem tudta akaratát rákényszeríteni Guy-re.
A király és a gróf közötti ellentét 1294-ben oda vezetett, hogy Guy szövetséget kötött Angliával és feleségül adta Fillippa lányát Eduárd walesi herceghez. Erre válaszul Fülöp Párizsba rendelte és foglyul ejtette Guy-t két fiával, valamint megparancsolta neki, hogy érvénytelenítse a házasságot és tartsa be az Anglia ellen meghirdetett francia kereskedelmi embargót.  Ráadásul Filippát Párizsba vitette, ahol egészen 1306-ban bekövetkezett haláláig a király fogja maradt. Bár Guy-t a király később szabadon engedte, de a francia királyi követek viselkedésére vonatkozó panaszait semmibe vette és megtiltotta neki, hogy a királyság legmagasabb nemesi tanácsához forduljon. 1296-ban Guy elfogadta az hainaut-i grófsághoz tartozó Valenciennes város hódolatát és Flandriához csatolta azt. II. János ekkor Holland Grófság felől megtámadta Flandriát, Fülöp pedig maga elé idézte Guy-t, váltságdíj fizetésére és az elfoglalt területek feladására kötelezte.
1297. január 7-én Guy nyíltan szövetséget kötött I. Eduárd angol királlyal és két nappal később hivatalosan is semmissé nyilvánította Fülöpnek tett hűbéresi esküjét. Válaszul Fülöp a flandriai grófságot hivatalosan a királyság részéve nyilvánította és 1297 júniusában sereget küldött II. Robert d'Artois vezetésével Flandria elfoglalására. Robert augusztus 20-án a furnes-i csatában legyőzte a sebtében toborzott grófi sereget és elfogta Guy-t két fiával együtt. Edward angol király nyolc nappal később kis létszámú serege élén partra szállt és Gent városába, a gróf székhelyére vonult. Időközben a franciák elfoglalták Lille és Brugge városát, míg Eduárd tétlenül nézte az eseményeket. Guy 1297 októberében fegyverszünetet kötött, míg Eduárd 1208 márciusában visszatért Angliába.

### Lemondása, fogsága és halála
1300. január 6-án véget ért a fegyverszünet és Fülöp, kihasználva az alkalmat, bátyja, Charles de Valois vezetésével sereget küldött Flandria meghódítására. Az idős Guy (akkorra már több, mint 70 éves) nem vállalta az összecsapást és lemondott a flamand trónról fia, Róbert javára. Ennek ellenére a franciák folytatták az előrenyomulást és 1300 májusában az utolsó flamand kézen lévő erőd, Ypres vára is elesett. Guy két fiával és számos flamand nemessel együtt a franciák fogságába kerül és Párizsba hurcolták őket.
A flamand városok polgársága azonban a franciák uralmát Jacques de Châtillon helytartó uralma alatt még jobban ellenezte, különösen Fülöp 1301. májusi provokatív látogatása után. Brugge városában lázadás tört ki és a francia helyőrség lemészárlása után II. Robert d'Artois serege élén visszatért Flandriába. A flamand városok milíciája és a gróf maradék támogatói 1302. július 11-én Kortrijk közelében, az Aranysarkantyús csata nevű összecsapásban legyőzték a francia lovagokat.
Ezt követően Guy-t a franciák szabadon engedték, hogy a lázadókkal tárgyaljon, akik azonban semmiképpen nem akartak visszatérni a francia (vagy akár a flamand grófi) uralom alá. Fülöp második támadása 1304-ben sikerrel járt, miután a Zierikzee-i tengeri csatában legyőzte a flamand hajóhadat, illetve döntetlennel végződő csatát vívott a szárazföldön Mons-en-Pévèle közelében. Guy-t ekkor ismét börtönbe vetették és ott is halt meg 1305-ben. Utóda a flamand grófi trónon fia, Róbert (korabeli becenevén Flandria oroszlánja - Leeuw van Vlaanders) volt.

## Családja és leszármazottai
1246 júniusában házasságot kötött Matilda de Bethune-nel (? - 1264. november 8.), VII. Róbert, Bethune ura lányával, a házasságból a következő gyerekei születtek:
- Róbert (1249–1322. szeptember 17.), apja halála után III. Róbert néven flamand gróf.[8]
- Vilmos (kb. 1249 – 1311)[8] beceneve "Földnélküli", Dendermonde és Crevecouer ura, felesége 1286-tól Alix de Clermont-en-Beauvaisis[9]
- János (1250 – 1290. október 4.), 1279-től Metz és 1282-től Liège püspöke[8][10]
- Margit (c. 1253 – 1285. július 3.), férje 1273-tól I. János brabanti herceg[11][12][13]
- Balduin (1252–1296)[8]
- Mária (? - 1297),[11] első férje Jülich Vilmos († 1278), második férje 1285 Simon II de Chateauvillain († 1305), Bremur lordja
- Beatrix (kb. 1260 – 1291. április 5.),[11] férje 1279-től V. Flóris holland gróf, II. Vilmos holland gróf és német ellenkirály fia.[14]
- Fülöp (kb. 1263 – 1318. november),[8] Teano grófja, felesége Mahaut de Courtenay, Chieti grófnője(† 1303), második felesége 1304-től Philipotte of Milly († 1335). I. Károly szicíliai király vitte magával Apuliába, ahol megtette seregei főparancsnokának. 1303 májusában visszatért Flandriába, ahol apja és bátyjai fogsága alatt régensként uralkodott. 1304 szeptemberében hűséget esküdött IV. Fülöpnek Lille városában és kialkudta a háborút lezáró 1305. júniusi békeszerződést.

1265 márciusában feleségül vette Luxembourgi Izabellát (? - 1298. szeptember 25.), V. Henrik luxemburgi herceg és Marguerite de Bar lányát. Guy második házasságából további nyolc gyereke született:
- Margit (? - 1331), első férje 1282. november 6-ától Alexander skót herceg (III. Alexander skót király fia)[16] Első férje halála után visszatért Flandriába, második férje 1286. július 3-ától I. Reinoud, Guelders hercege[17]
- Jeanne (? - 1296), a Flines-i kolostorba vonult vissza, mint apáca
- Beatrix († 1307), férje 1287-től Hughues de Châtillon, Blois grófja.
- János (1267–1330),[18][19] 1297. november 5-én apja kinevezte Namur kormányzójává, majd 1298. október 2-án ténylegesen neki adta a namuri grófságot, és ezt követően I. János namuri őrgrófként uralkodott.
- Guy (? - 1311),[18] Ronse lordja, illetve Zeeland grófja. 1311-ben Pávia mellett halt meg, feltehetően VII. Henrik ellen harcolt. Felesége Lotaringiai Margit (? - kb. 1349), II. Thibaut felső-lotaringiai herceg és Isabelle de Rumigny lánya.
- Henrik (? - 1337. november 6.),[18] Lodi grófja, felesége 1309 januárjától Margareta von Kleve (? - 1325.), VIII. Dietrich, Kleve grófja és Margareta von Habsburg-Kyburg lánya.
- Izabella (? - 1323), férje 1307-től Jean de Fiennes, Tingry ura (? - 1333 után)
- Philippa (? - 1304. február 2., Párizs)[20][21] 1300-ban IV. Fülöp magához rendelte Párizsba apját és két bátyját, és négy hónapra börtönbe zárta őket, amíg az fel nem mondta az eljegyzést. Philippa Párizsban nevelkedett és ott is halt meg.[2] Vőlegénye Eduárd walesi herceg, I. Eduárd angol király és első felesége, Infanta doña Leonor de Castilla fia (1284 - 1327)

## Fordítás
- Ez a szócikk részben vagy egészben  a   Gwijde van Dampierre című holland Wikipédia-szócikk fordításán alapul.  Az eredeti cikk szerkesztőit annak laptörténete sorolja fel. Ez a jelzés csupán a megfogalmazás eredetét és a szerzői jogokat jelzi, nem szolgál a cikkben szereplő információk forrásmegjelöléseként.
- Ez a szócikk részben vagy egészben  a   Guy of Flanders című angol Wikipédia-szócikk fordításán alapul.  Az eredeti cikk szerkesztőit annak laptörténete sorolja fel. Ez a jelzés csupán a megfogalmazás eredetét és a szerzői jogokat jelzi, nem szolgál a cikkben szereplő információk forrásmegjelöléseként.
- Ez a szócikk részben vagy egészben  a   Maison de Dampierre című francia Wikipédia-szócikk fordításán alapul.  Az eredeti cikk szerkesztőit annak laptörténete sorolja fel. Ez a jelzés csupán a megfogalmazás eredetét és a szerzői jogokat jelzi, nem szolgál a cikkben szereplő információk forrásmegjelöléseként.